# Vàlvula antiretorn

Secció d'una vàlvula antiretorn per a líquids.

Les vàlvules antiretorn, també anomenades vàlvules de retenció, vàlvules d'un sol flux o "check valve", tenen com a objectiu tancar completament el pas del fluid en circulació, ja sigui gasós o líquid, en un sentit i deixar-lo lliure en el sentit contrari. Té l'avantatge d'un recorregut mínim del disc o obturador en la posició d'obertura total.

S'utilitzen quan es pretén mantenir la pressió a una canonada en servei i posar en descàrrega l'alimentació. El flux del fluid que es dirigeix des de l'orifici d'entrada cap al d'utilització té el pas lliure, mentre que en el sentit oposat es troba bloquejat. També es poden anomenar:  vàlvules unidireccionals .
Les  vàlvules antiretorn  són àmpliament utilitzades en canonades connectades a sistemes de bombament per evitar cops d'ariet, principalment en la línia de descàrrega de la bomba.

## Imatges

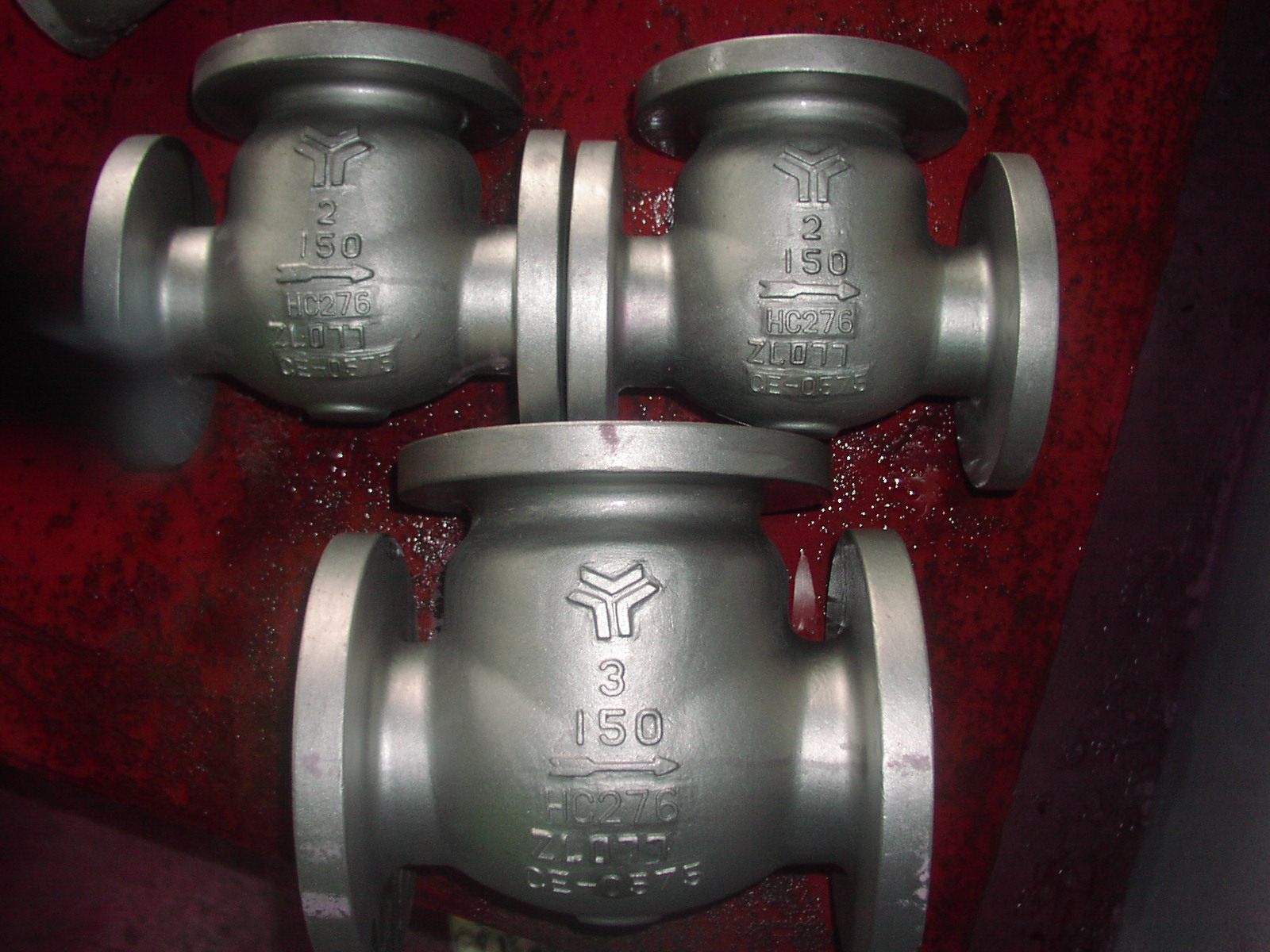
Vàlvula antiretorn en Hastelloy
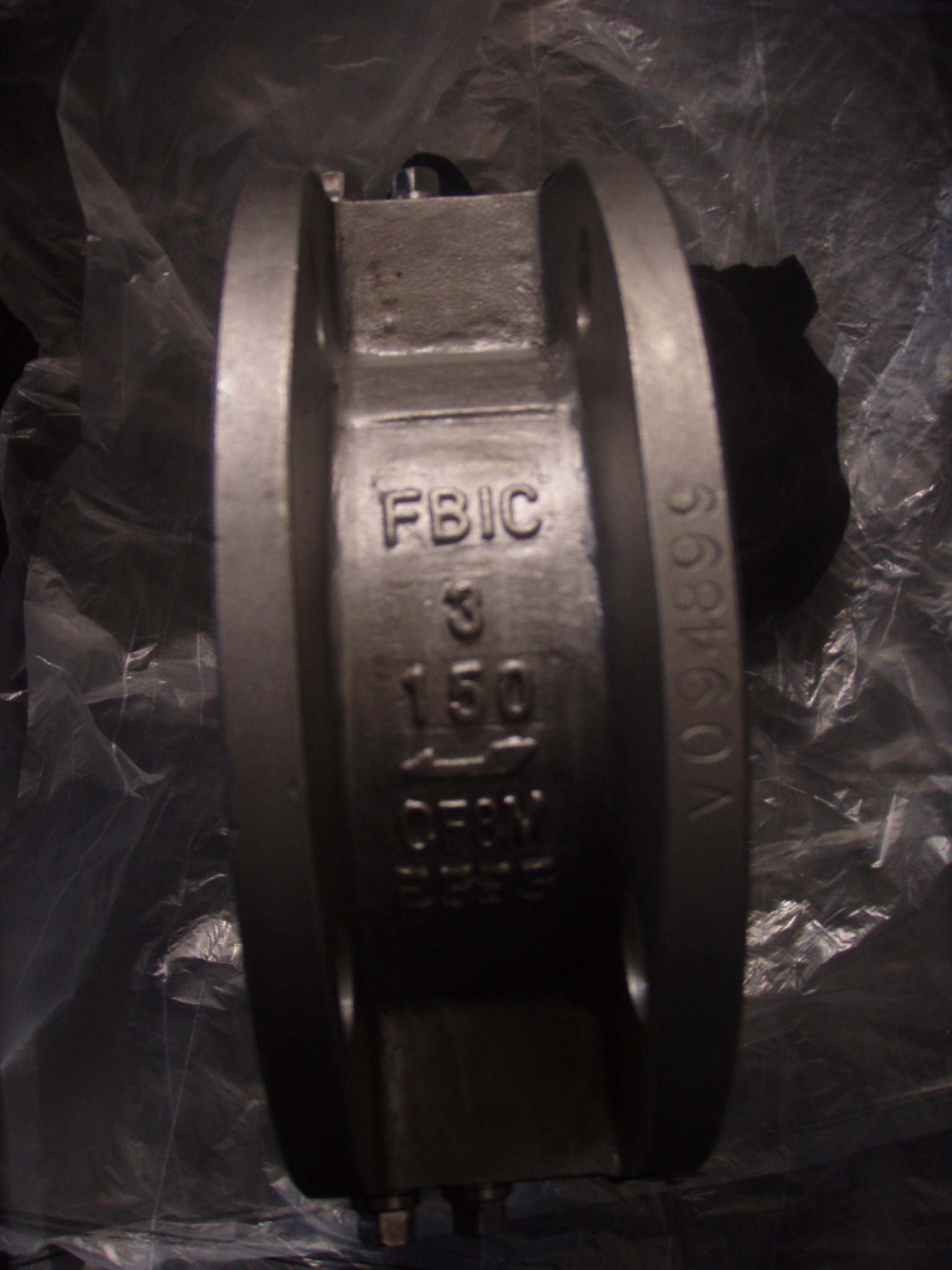
Vàlvula antiretorn tipus wafer en acer inoxidable
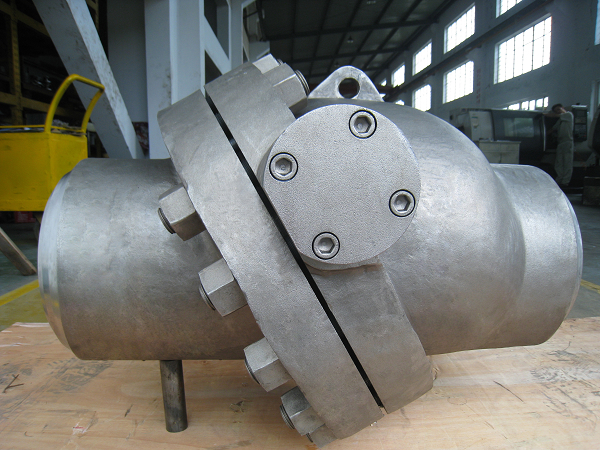
Vàlvula antiretorn en Inconel
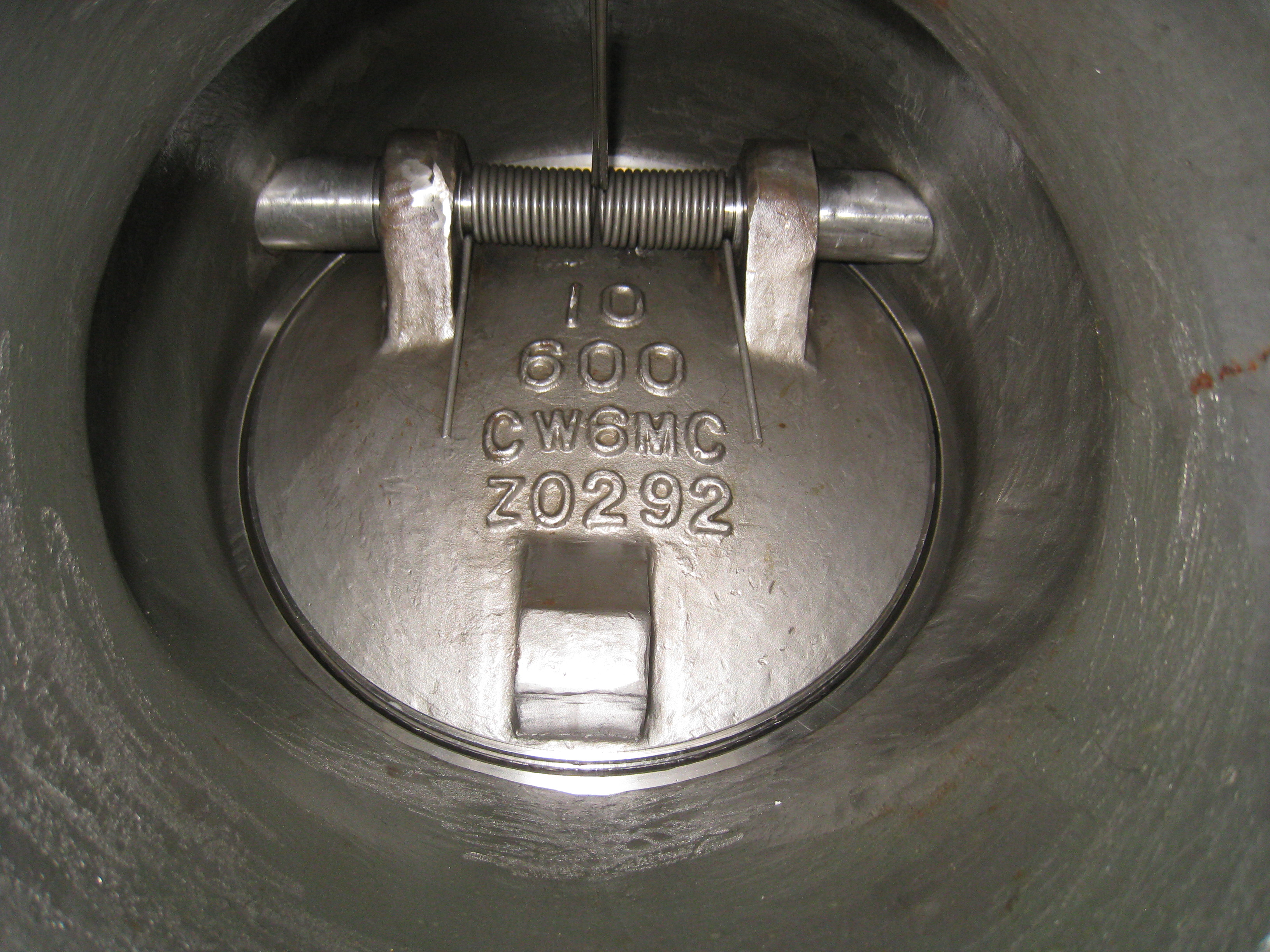
L'interior d'una vàlvula antiretorn de clapeta oscil·lant en Inconel
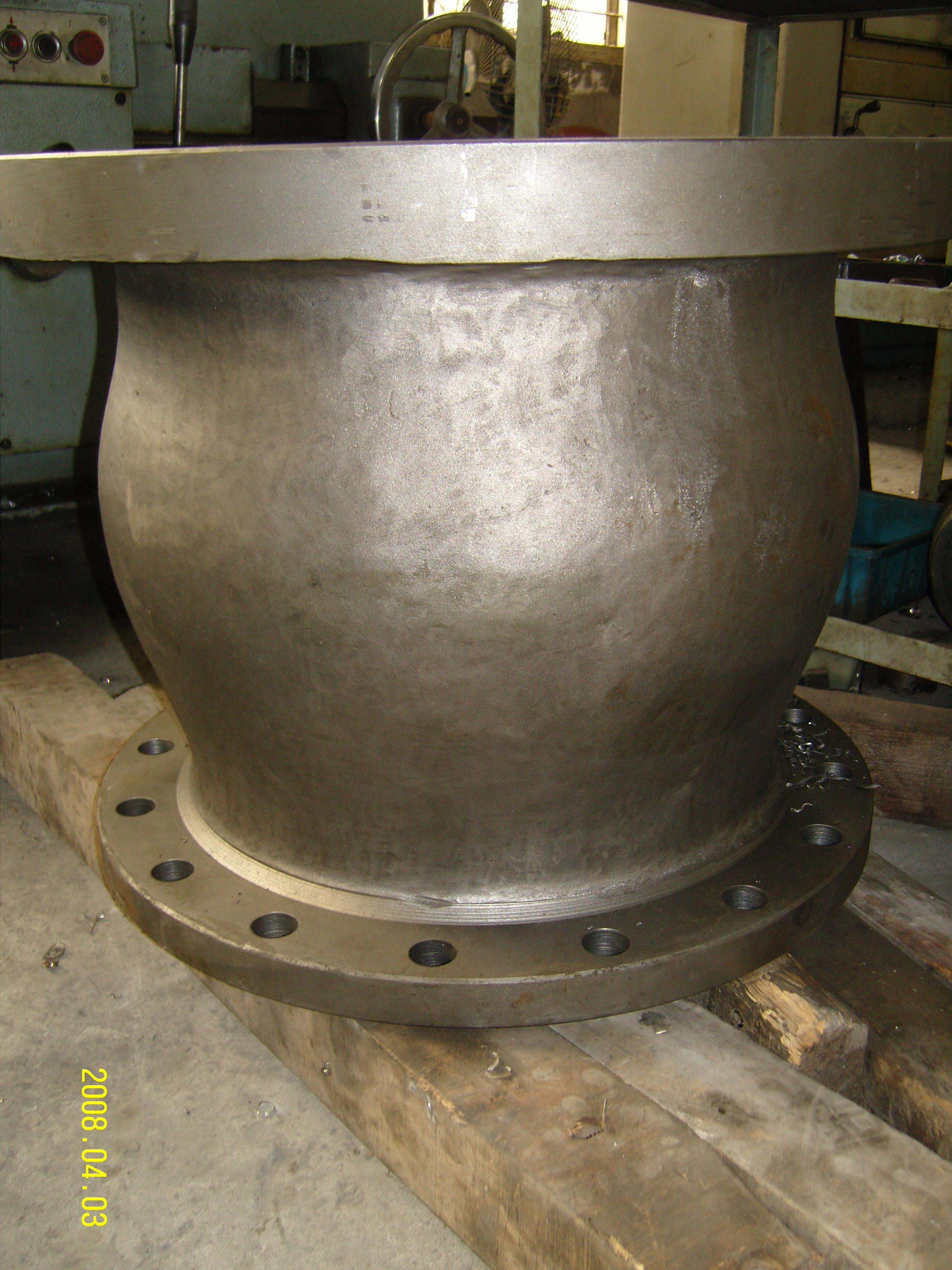
Vàlvula antiretorn en Inconel
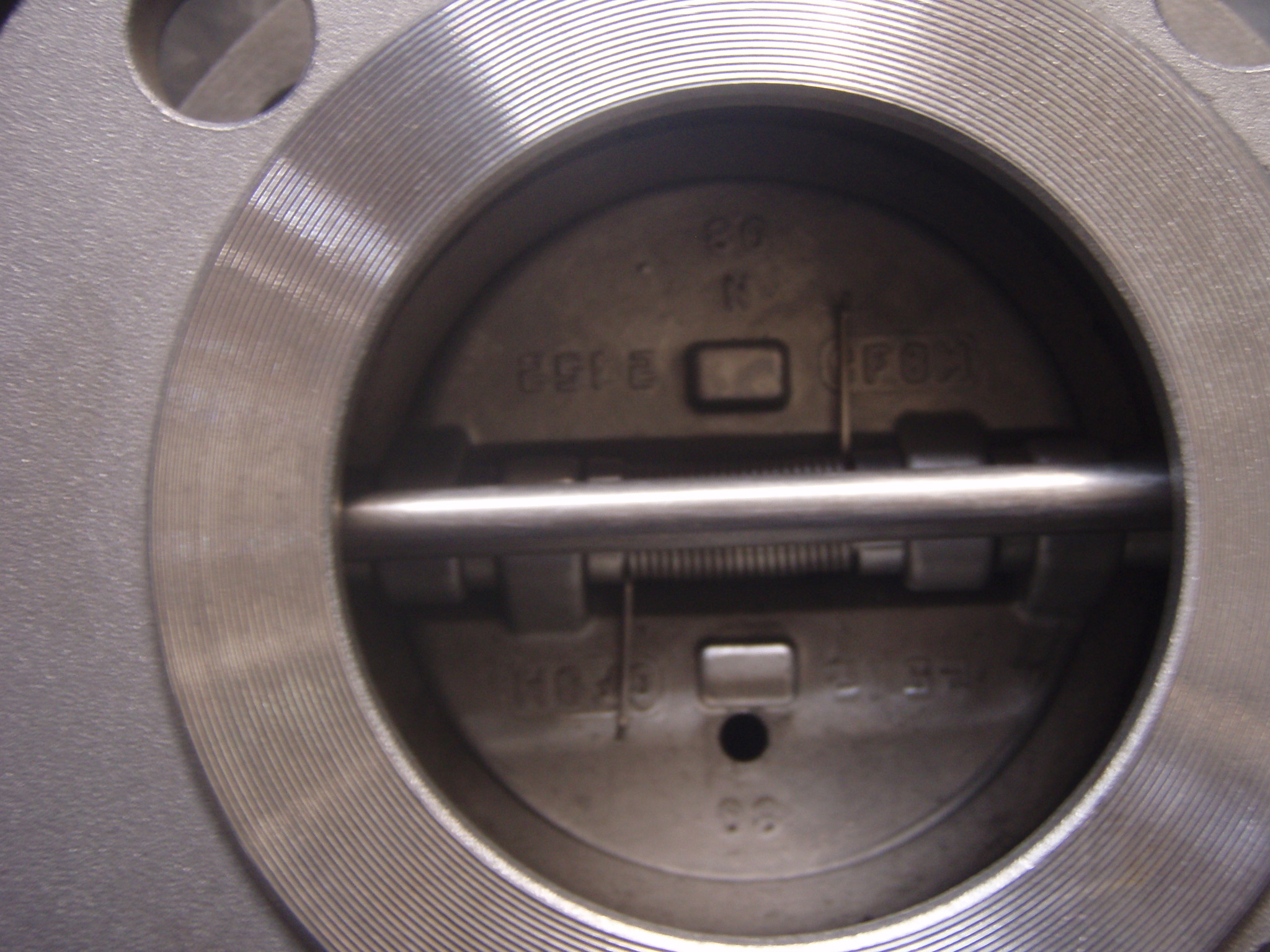
Interior d'una vàlvula antiretorn tipus wafer en Hastelloy
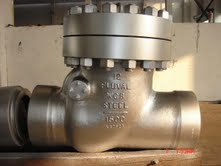
Vàlvula antiretorn de clapeta
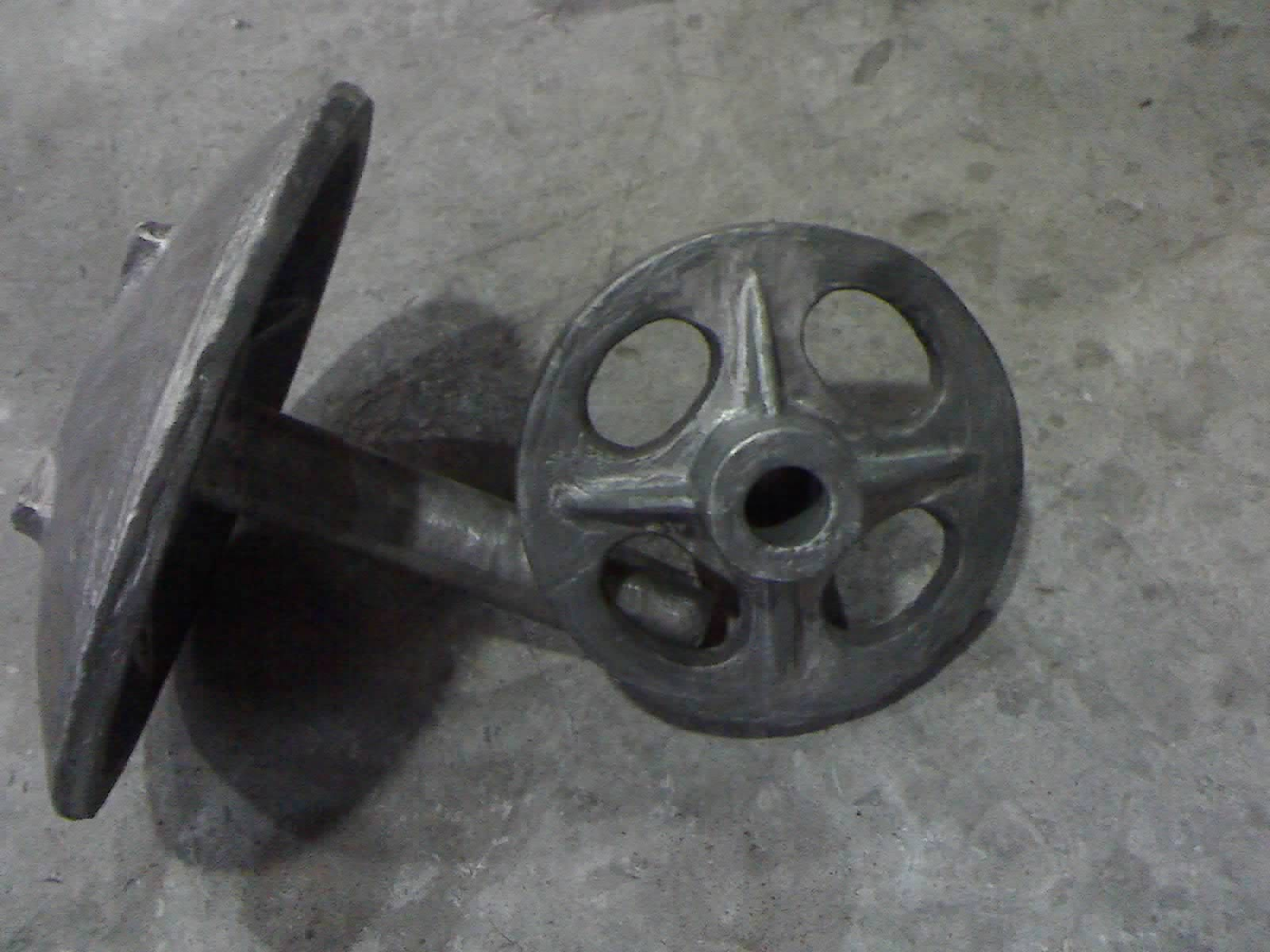
Obturador d'una vàlvula antiretorn
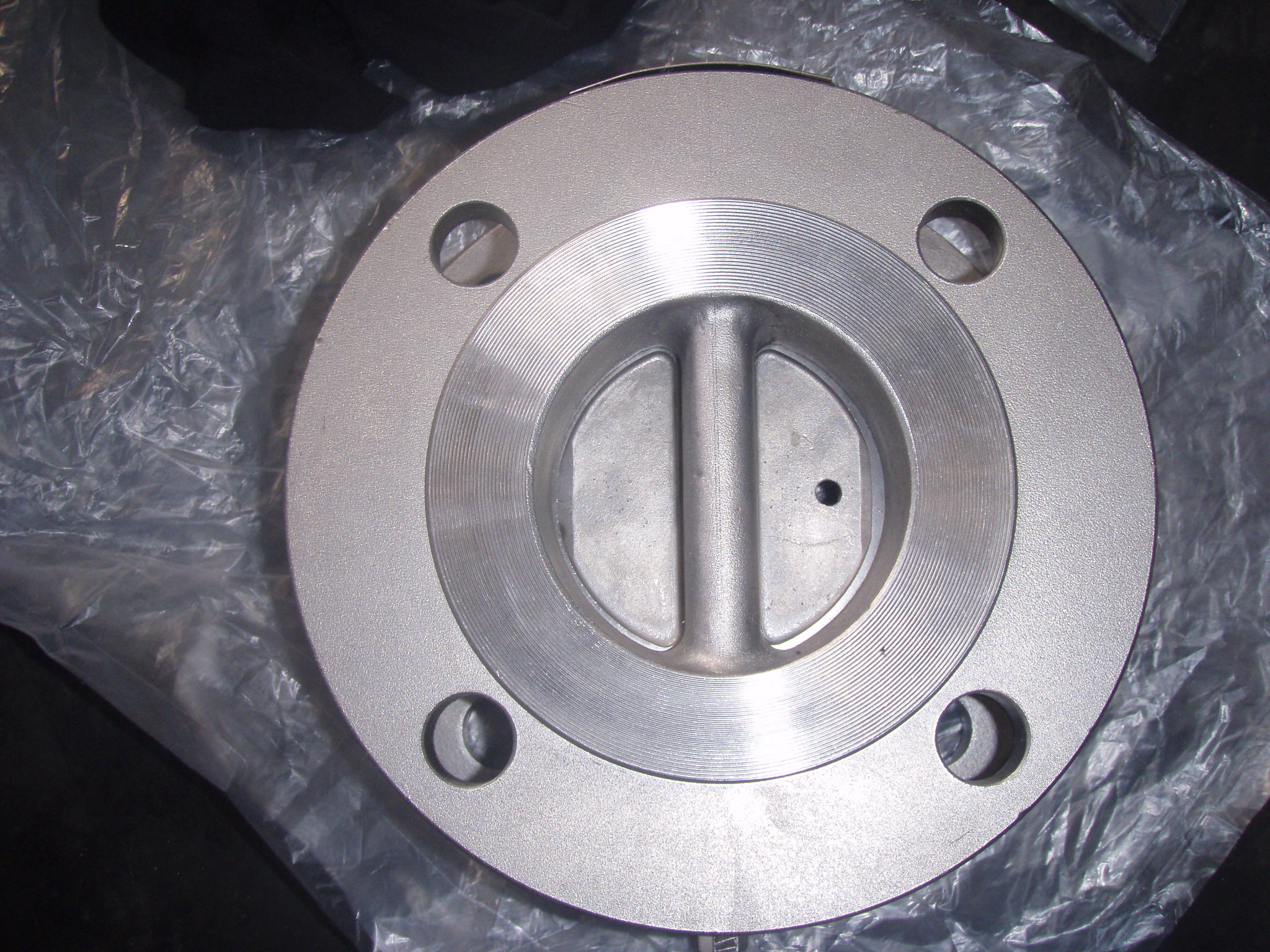
Vàlvula antiretorn
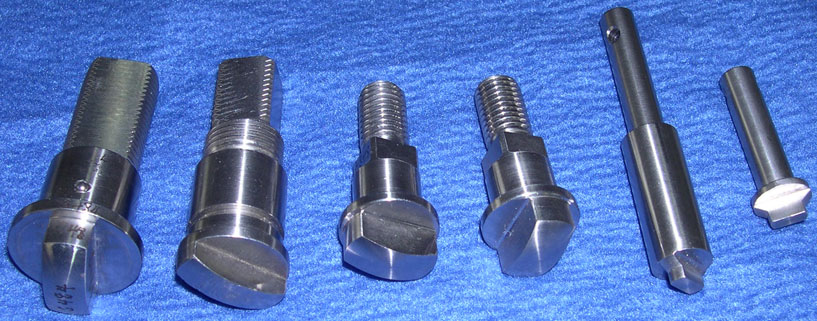
Perns per vàlvules
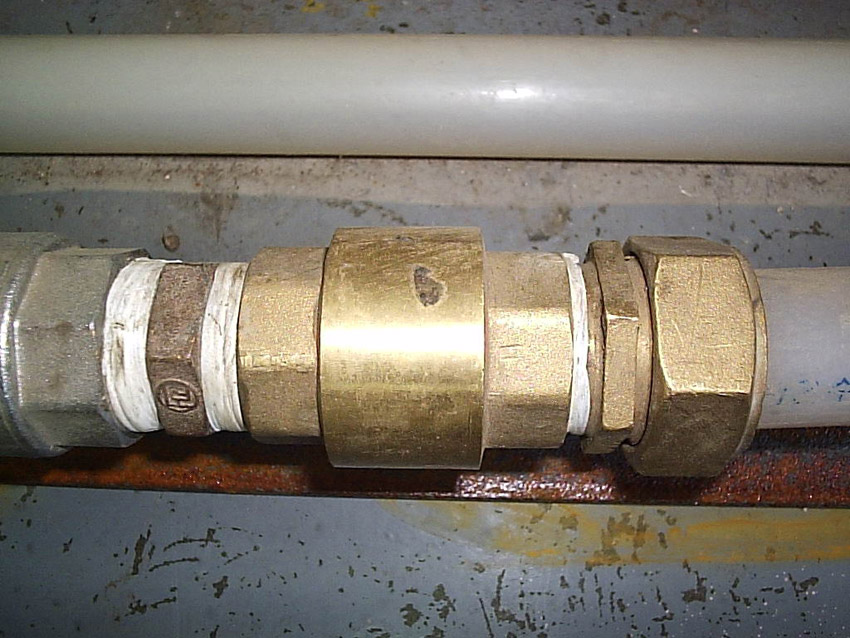
Vàlvula antiretorn en canonades de polietilè reticulat (PEX).
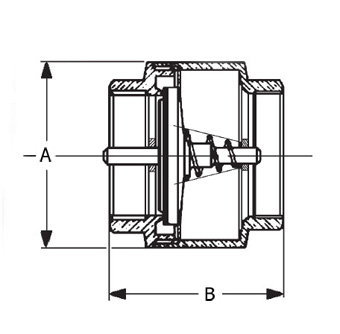
Esquema de vàlvula antiretorn.
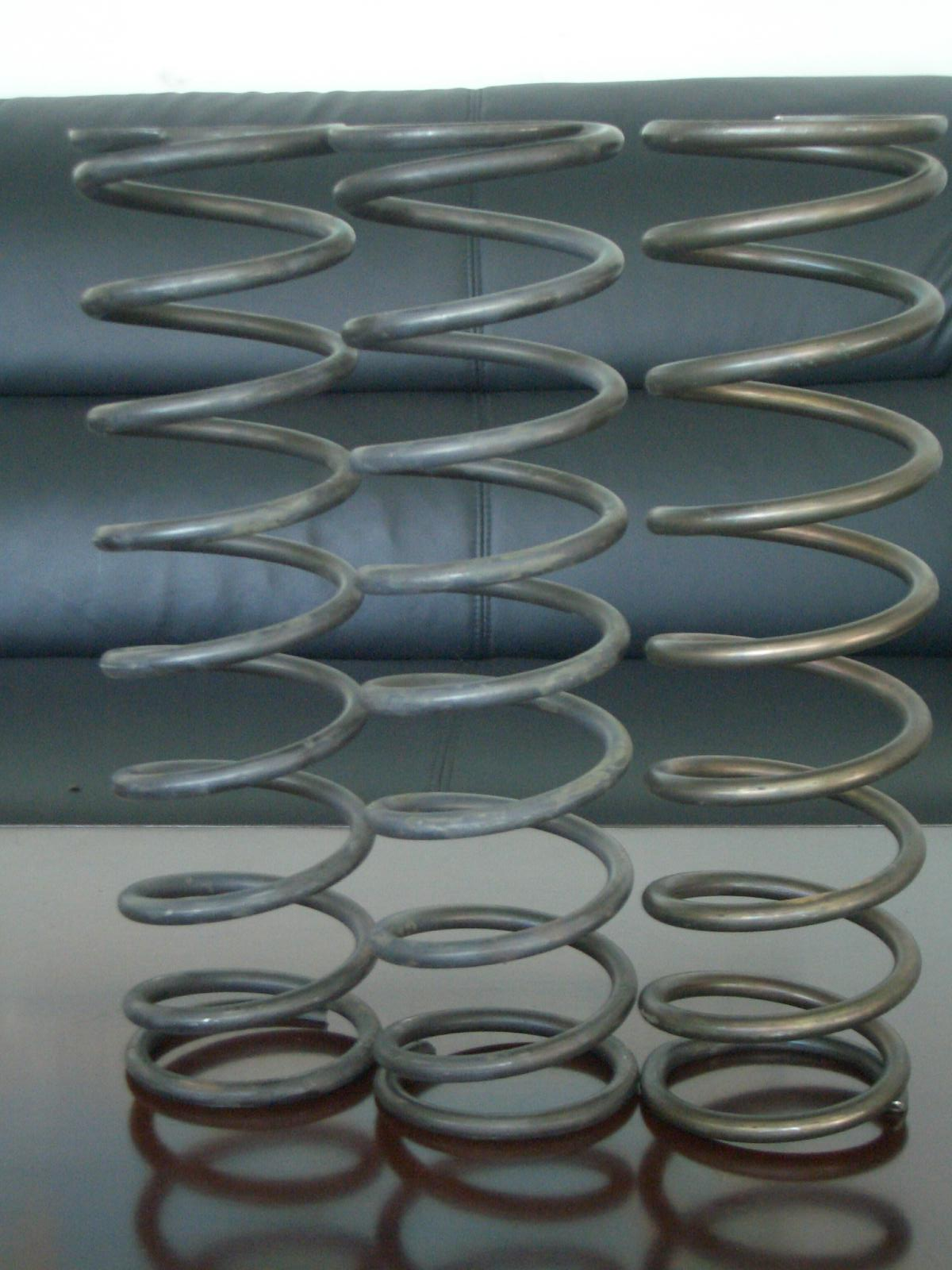
Molles de Inconel per vàlvules antiretorn